# 决策支持系统
决策支持系统（Decision Support Systems，简称DSS），是协助进行商业级或组织级决策活动的信息系统。DSS一般面向中高层面管理，服务于组织机构内部管理、操作和规划级的决策，帮助决策者对快速变化并且很难提前确定的问题进行决策，通常是非结构化（Non-structured）和半结构化（Semi-structured）的决策问题。决策支持系统既可以是完全自动化决策，也可以是完全人工决策，或者两者兼有。

## 定義
DSS定義早期有些分歧，學術界與實務界對DSS均有不同的看法。1970年代，Scott-Morton指出：「DSS為一種電腦化的交談式系統，協助決策者使用資料與模式，解決非結構化的問題」。之後Keen與Scott-Morton提出類似的看法，認為「DSS乃使用電腦協助解決半結構化的問題、支援但不取代人類、目的為改善決策而不是決策效率」。Alter則指出較為廣泛的看法，認為「任何支援決策制定的系統均為DSS，其中包括資訊的存取、模式的分析與工具支援」。1980年代，Bonczek等學者認為「DSS可能為組織中人類資訊處理器、機械處理器或人機資訊處理系統」，這樣的定義則更為廣泛。
由於過去DSS的定義相當廣泛，因此1990年代Turban則進一步以DSS的特性來定義：
1. DSS藉由結合人類判斷力與電腦化資訊系統，提供人類解決半結構化與非結構化問題的支援
2. DSS能夠支援不同組織管理層次單位，例如DSS能夠支援企業中的高階主管到基層員工
3. DSS能夠提供個人到群體層次的決策支援
4. DSS支援數個彼此互相依賴或具有順序性的決策問題
5. DSS能夠提供在決策過程中的所有階段
6. DSS能夠各種決策制定與決策者的風格
7. DSS具有調適性
8. DSS必須容易使用
9. DSS能夠改善決策效果，而不僅改善決策效率
10. DSS強調的是支援而非替代人類進行決策
11. DSS容許使用者能夠修改甚至自行建造DSS
12. DSS提供不同分析模式協助使用者制定決策
13. DSS可協助使用者存取各種資料
14. DSS可單獨為單一使用者使用，也可以整合不同DSS

## 歷史
根據Keen提出的概念，DSS由兩個領域的研究開始發展：
- 卡內基美隆大學科技工程學院在1950年代末和1960年代初期的組織決策理論研究
- 麻省理工學院在1960年代對於互動式電腦系統的研究

DSS的概念則於1970年代開始形成。並在1980年代蓬勃發展，人工智慧、資料庫、模式庫、知識與電腦科技均對DSS的發展有重大貢獻。1980年代後期，高階主管資訊系統（Excutive Information Systems，EIS）、群體決策支持系統（Group Decision Support Systems，GDSS）與組織決策支持系統（Organizational Decision Support Systems，ODSS）等等概念，逐漸將DSS由個人取向，轉為模式導向與群體導向。1990年代起，資料倉儲與OLAP的概念也導入至DSS，協助DSS進行資料的存取與分析。並且於2000年代新的全球資訊網、網路技術與網際網路，延展了DSS。
因此，DSS為一種具有多種學門為基礎的知識，包括資料庫、人工智慧、人機互動、數量模擬、軟體工程與各種資訊與網路科技等等的整合知識。

## 架構
DSS的架構以Sprague與Carlson所提出的對話-資料-模式（Dialog-Data-Modeling，DDM）架構最為學術界所接受，認為DSS有三大組件：
- 資料庫管理系統（Database Management System，DBMS）
- 模式庫管理系統（Model-base Management System，MBMS）
- 對話產生與管理系統（Dialog Generation and Management System，DGMS）

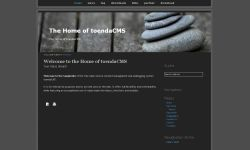
一個DDM型DSS的範例畫面

### 資料庫管理系統
其中DBMS（数据库管理系统）包含資料庫，為管理資料庫的工具，DSS的資料庫包含大量內部資料（例如企業內部會計資料），或者外部資料（例如金融指數資料），這些資料需要經過蒐集與萃取，成為有助於決策的資訊形式與資料結構，以供使用者進行管理、分析、更新與檢索。

### 模式庫管理系統
MBMS為整合各種決策模式，分析資料庫內外部的資料，例如利用數學計量模式將複雜的問題加以分析模擬，提供可行之方案，並協助使用者選擇方案。MBMS也包含造模語言，協助使用者自訂模式或建造模式。MBMS基本的必要條件包括了：
1. 能滿足不同使用者的模式需求
2. 具有能整合模式與資料的能力
3. 提供容易使用的介面
4. 能夠分享模式

### 對話產生與管理系統
由於DSS等等特性，都由DSS與人類使用者進行交互作用所產生，DGMS主要的功能為管理使用者介面（User Interface）及DSS與使用者互動。Bennett認為DGMS有三個主要構成單元：使用者、電腦硬體與軟體系統，並且將人類與DSS的相互溝通分為三個部份：
1. 行動語言（The Action Language）：指使用者用做與DSS溝通的任何方式，如鍵盤、滑鼠等任何控制硬軟體的指令
2. 顯示或展示語言（Display or Presentation Language）：指使用者可以由DSS所看到任何形式的輸出資訊，如螢幕、印表機或聲音等
3. 知識庫（Knowledge Base）：指任何使用者使用DSS所必須了解的知識，包含使用者運用DSS必須知道才能有效使用的一切知識，如使用者手冊

### 知識庫管理系統
由於許多非結構化或半結構化的問題，以標準的DSS功能之外，還需要專門的知識來解決，因此現代DSS除了DBMS、MBMS與DGMS等子系統外，以知識為基礎的知識庫管理系統（Knowledge-based Management System，KBMS），也是DSS重要的子系統。Silverman認為KBMS，應具有「支援數學模式無法協助的決策流程」、「能幫助使用者建立、應用與管理知識庫」與「整合能處理不確定性問題的專家知識庫」等三種能力。

## 分類
DSS的類型學術與實務界均有相當多的看法，因此以下的分類依照各類學者的看法，對DSS進行分類，其中必須要強調的是，有一些是相互重疊的。此外，不同的DSS使用狀況、所在環境、設計理念、使用人數與時間頻率，也影響DSS的類型。

### 功能與特性

#### Sprague與Carlson的看法
Sprague與Carlson認為DSS涉及不同的技術層次，他們將DSS的技術功能分成三類：
- 針對特定決策類型的DSS（Specific DSS）：這類DSS能為特定問題選擇合適的資料、模式提供可行的方案，例如：財務DSS，專門解決財務決策問題的DSS
- 一般性的DSS軟體工具（DSS Generator）：協助特定決策類型的DSS，提供一般性的決策支援功能，例如：若財務DSS是以試算表軟體開發，則試算表就是一種一般性的DSS軟體工具
- DSS開發工具（DSS Tools）：用做協助以上兩者發展的軟體工具，例如協助發展財務DSS使用介面的人機介面開發軟體

#### Alter的看法
DSS輸出結果層次的分類為Alter所提出，將DSS分為資料導向（Data Oriented）與模式導向（Model Oriented）兩大分類。
其中資料導向具有兩種類型，資料取得（Data Retrieval）與資料分析（Data Analysis），資料取得具有檔案櫃系統（File Drawer Systems）與資料分析系統（Data Analysis Systems）兩種類型，資料分析則有資料分析系統與分析資訊系統（Analysis Information Systems）兩種類型，資料分析系統的特性則同時包括了資料取得與分析兩種類型。
模式導向則具有兩種類型，模擬（Simulation）與建議（Suggetion），模擬有會計模式（Accounting Models）與表達模式（Representation Models）兩種類型，建議則有最佳模式（Optimization Models）與建議模式（Suggestion Models）。

#### Holsapple與Whintson的看法
Holsapple與Whintson將DSS分類成六項：
- 文件導向（Text-oriented DSS）
- 資料庫導向（Database-oriented DSS）
- 試算表導向（Spreadsheet-oriented DSS）
- 解模器導向（Solver-oriented DSS）
- 規則導向（Rule-oriented DSS）
- 混合型（Compound DSS）
- 智慧型（Intelligent DSS）

### 使用頻率
Donovan與Madnick認為決策問題具有不同的出現頻率，因此將DSS分為使用頻率較高的經常性使用DSS（Institutional DSS）與臨時性DSS（Ad hoc DSS），例如解決生產排程問題的DSS與管理財務規劃的DSS，可能即為企業內部的經常性使用DSS；協助談判會議進行的談判支援系統，可能為臨時性DSS。

### 決策人數
決策可能由個人進行，也可能為一群人所進行，或者需以組織來進行決策。Hackathorn與Keen認為DSS也因決策人數多寡來分類，個人DSS（Individual DSS）、群體DSS（Group DSS，GDSS，多稱為群體決策支援系統）與組織DSS（Organizational DSS）。

### 設計理念
由於設計理念或開發技術的不同，Carlsson等人認為DSS可分類為被動DSS（Passive DSS）與主動DSS（Active DSS），被動DSS大致依照事先分析好的資料、模式與確定的使用者來進行設計；主動DSS則需要設計內建的智慧功能，能協助處理混亂、複雜與非常態的決策分析。

## 資料來源
1. 1 2 3  梁定澎. . 智勝文化. 2002: 1–11.
2. 1 2  Scott-Morton, M.S. (1971) Management Decision Support Systems: Computer-based Support for Decision Making, Cambridge, MA: Division of Research, Harvard University.
3. ↑  Keen, P. G. W., & Scott-Morton, M. S. (1978). Decision Support Systems: An Organizational Perspective. Addison-Wesley.
4. 1 2  Alter, S. (1977) A Taxonomy of Decision Support Systems. Sloan Management Review, 19(1), 39-56.
5. 1 2  Bonczek, R. H., Holsapple, C. W., & Whinston, A. B. (1981). Foundations of Decision Support Systems. New York: Academic Press.
6. 1 2 3 4 5  Turban, E., & Aronson, J. (1997). Decision support systems and intelligent systems: Prentice Hall PTR Upper Saddle River, NJ, USA.
7. ↑  Keen, P. G. W. (1978). Decision support systems: an organizational perspective. Reading, Mass., Addison-Wesley.
8. ↑  Power, D. J. (2002). Decision support systems: concepts and resources for managers. Westport, Conn., Quorum Books
9. 1 2 3  Sprague, R.H., Jr and Carlson, E.D. (1982) Building Effective Decision Support Systems, Englewood Cliffs, NJ: Prentice Hall.
10. ↑  Liang, T. P. (1985). Integrating model management with data management in decision support systems. Decision Support Systems, 1(3), 221-232.
11. ↑  Bennett, J. L. (1976). User-oriented graphics systems for decision support in unstructured tasks. Paper presented at the Proceedings of the ACM/SIGGRAPH workshop on User-oriented design of interactive graphics systems, Pittsburgh, PA.
12. ↑  Bennett, J. L. (1983). Analysis and design of the user interface for decision support systems: Addison Wesley Publishing Company.
13. ↑  Silverman, B. G. (1995). Knowledge-Based Systems and the Decision Sciences. Interface, 25(6), 67-82.
14. ↑  Holsapple, C. W., & Whinston, A. B. (1996). Decision Support Systems: A Knowledge-Based Approach. St. Paul: West Publishing. ISBN 978-0-324-03578-0
15. ↑  Donovan, J. J., & Madnick, S. E. (1977). Institutional and ad hoc DSS and their effective use. ACM SIGMIS Database, 8(3), 79-88.
16. ↑  Hackathorn, R. D., & Keen, P. G. W. (1981). Organizational Strategies for Personal Computing in Decision Support Systems. MIS Quarterly, 5(3), 21-27.
17. ↑  Carlsson, C., Jelassi, T., & Walden, P. (1998). Intelligent systems and active dss. Paper presented at the 32nd Hawaii International Conference System Sciences, Hawaii

## 外部連結
- Decision Support Systems Resources（页面存档备份，存于）
- 國際重要決策支援系統學術期刊 Decision Support Systems（页面存档备份，存于）